# Tournoi féminin de hockey sur gazon aux Jeux olympiques d'été de 2016
Cet article traite de l'épreuve féminine. Pour la compétition masculine, voir Tournoi masculin de hockey sur gazon aux Jeux olympiques d'été de 2016.
Navigation
Londres 2012 Tokyo 2020
Le tournoi féminin de hockey sur gazon aux Jeux olympiques d'été de 2016 se tient à Rio de Janeiro, au Brésil, du 6 au 19 août 2016.

## Acteurs du tournoi

### Équipes qualifiées
Les champions continentaux sont directement qualifiés. Six autres pays sont qualifiés aux demi-finales de la Ligue mondiale de hockey sur gazon 2014-2015. Pour se qualifier, le Brésil, pays-hôte à du répondre à certaines conditions imposées par la Fédération internationale de hockey sur gazon et le Comité international olympique. Le pays devait en effet se classer parmi les 40 premiers au classement de la FIH ou se classer parmi les 7 premiers aux Jeux panaméricains de 2015
| Dates                          | Événement                                             | Lieu             | Qualifiés        |
| ------------------------------ | ----------------------------------------------------- | ---------------- | ---------------- |
| 20 septembre - 2 octobre 2014  | Jeux asiatiques de 2014                               | Corée du Sud     | Corée du Sud     |
| 3 - 14 juin 2015               | Ligue Mondiale de hockey sur gazon féminin 2014-2015  | Espagne          | Chine            |
| 3 - 14 juin 2015               | Ligue Mondiale de hockey sur gazon féminin 2014-2015  | Espagne          | Allemagne        |
| 3 - 14 juin 2015               | Ligue Mondiale de hockey sur gazon féminin 2014-2015  | Espagne          | Argentine        |
| 3 - 14 juin 2015               | Ligue Mondiale de hockey sur gazon féminin 2014-2015  | Espagne          | Espagne          |
| 20 juin - 5 juillet 2015       | Ligue Mondiale de hockey sur gazon féminin 2014-2015  | Belgique         | Pays-Bas         |
| 20 juin - 5 juillet 2015       | Ligue Mondiale de hockey sur gazon féminin 2014-2015  | Belgique         | Nouvelle-Zélande |
| 20 juin - 5 juillet 2015       | Ligue Mondiale de hockey sur gazon féminin 2014-2015  | Belgique         | Inde             |
| 20 juin - 5 juillet 2015       | Ligue Mondiale de hockey sur gazon féminin 2014-2015  | Belgique         | Japon            |
| 13-24 juillet 2015             | Jeux panaméricains de 2015                            | Canada           | États-Unis       |
| 22-30 août 2015                | Championnat d'Europe de hockey sur gazon féminin 2015 | Royaume-Uni      | Grande-Bretagne  |
| 21-25 octobre 2015             | Coupe d'Océanie 2015                                  | Nouvelle-Zélande | Australie        |
| 23 octobre - 1er novembre 2015 | Tournoi de qualification africain 2015                | Afrique du Sud   | --               |
| Total                          | Total                                                 | Total            | 12               |

L'Afrique du Sud cède sa place à l'Espagne, meilleur pays non-qualifié à la Ligue mondiale de hockey sur gazon de 2014-2015

### Arbitres
La Fédération internationale de hockey sur gazon (FIH) a sélectionné dix-huit arbitres, dont deux arbitres vidéos, pour le tournoi féminin :
| - Fanneke Alkemade - Amy Baxter - Amber Church - Carolina de la Fuente - Laurine Delforge - Elena Eskina | - Kelly Hudson - Soledad Iparraguirre - Michelle Joubert - Michelle Meister - Carol Metchette (arbitre vidéo) - Lin Miao | - Irene Presenqui - Lisa Roach (arbitre vidéo) - Kylie Seymour - Chieko Soma - Melissa Trivic - Sarah Wilson |

## Format de la compétition
En janvier 2014, la Fédération Internationale de Hockey sur gazon instaure de nouvelles règles et un nouveau format concernant les matchs. En effet, les deux mi-temps de 35 minutes sont remplacées par des quart-temps de 15 minutes. Le but de ces changements vise à améliorer l'intensité de la compétition. D'autres changements incluent la mise en œuvre de 40 secondes de temps mort après un penalty et un but.
Les douze équipes qualifiées sont réparties en deux poules de six équipes chacune. Au sein de chaque poule, toutes les équipes se rencontrent. Trois points sont attribués pour une victoire, un pour un match nul, et aucun pour une défaite. Les quatre premières équipes de chaque poule sont qualifiées pour les quarts de finale.
| Poule A                   | Poule B                  |
| ------------------------- | ------------------------ |
| Pays-Bas (FIH #1)         | Argentine (FIH #2)       |
| Nouvelle-Zélande (FIH #4) | Australie (FIH #3)       |
| Chine (FIH #6)            | États-Unis (FIH #5)      |
| Corée du Sud (FIH #8)     | Grande-Bretagne (FIH #7) |
| Allemagne (FIH #9)        | Japon (FIH #10)          |
| Espagne (FIH #14)         | Inde (FIH #13)           |

## Premier tour

### Groupe A

#### Classement
| Rang | Équipe           | Pts | J | G | N | P | Bp | Bc | Diff |
| ---- | ---------------- | --- | - | - | - | - | -- | -- | ---- |
| 1    | Pays-Bas         | 13  | 5 | 4 | 1 | 0 | 13 | 1  | +12  |
| 2    | Nouvelle-Zélande | 10  | 5 | 3 | 1 | 1 | 11 | 5  | +6   |
| 3    | Allemagne        | 7   | 5 | 2 | 1 | 2 | 6  | 6  | 0    |
| 4    | Espagne          | 6   | 5 | 2 | 0 | 3 | 6  | 12 | -6   |
| 5    | Chine            | 5   | 5 | 1 | 2 | 2 | 3  | 5  | -2   |
| 6    | Corée du Sud     | 1   | 5 | 0 | 1 | 4 | 3  | 13 | -10  |

#### Matchs
| 7 août 2016       | Nouvelle-Zélande                                                                   | 4 - 1   | Corée du Sud   | Centre olympique de hockey, Rio de Janeiro |                                          |
| 10h00 (UTC−03:00) | Kirsten Pearce 10e · Charlotte Harrison 19e · Gemma Flynn 21e · Petrea Webster 34e | (3 - 0) | 55e Hyunji KIM | Arbitrage : Fanneke Alkemade Chieko Soma   | Arbitrage : Fanneke Alkemade Chieko Soma |
| 10h00 (UTC−03:00) | Rapport                                                                            |         |                | Arbitrage : Fanneke Alkemade Chieko Soma   | Arbitrage : Fanneke Alkemade Chieko Soma |

| 7 août 2016       | Pays-Bas                                                                                | 5 - 0   | Espagne | Centre olympique de hockey, Rio de Janeiro |                                     |
| 12h30 (UTC−03:00) | Lidewij Welten 12e · Laurien Leurink 16e · Marloes Keetels 19e · Maartje Paumen 23e 49e | (4 - 0) |         | Arbitrage : Amy Baxter Amber Church        | Arbitrage : Amy Baxter Amber Church |
| 12h30 (UTC−03:00) | Rapport                                                                                 |         |         | Arbitrage : Amy Baxter Amber Church        | Arbitrage : Amy Baxter Amber Church |

| 7 août 2016       | Chine         | 1 - 1   | Allemagne         | Centre olympique de hockey, Rio de Janeiro |                                         |
| 13h30 (UTC−03:00) | Yang Peng 28e | (1 - 1) | 5e Lisa Altenburg | Arbitrage : Melissa Trivic Sarah Wilson    | Arbitrage : Melissa Trivic Sarah Wilson |
| 13h30 (UTC−03:00) | Rapport       |         |                   | Arbitrage : Melissa Trivic Sarah Wilson    | Arbitrage : Melissa Trivic Sarah Wilson |

| 8 août 2016       | Nouvelle-Zélande   | 1 - 2   | Allemagne                                   | Centre olympique de hockey, Rio de Janeiro |                                           |
| 13h30 (UTC−03:00) | Petrea Webster 10e | (1 - 1) | 22e Pia-Sophie Oldhafer · 44e Anne Schröder | Arbitrage : Soledad Iparraguirre Lin Miao  | Arbitrage : Soledad Iparraguirre Lin Miao |
| 13h30 (UTC−03:00) | Rapport            |         |                                             | Arbitrage : Soledad Iparraguirre Lin Miao  | Arbitrage : Soledad Iparraguirre Lin Miao |

| 8 août 2016       | Pays-Bas                                                    | 4 - 0   | Corée du Sud | Centre olympique de hockey, Rio de Janeiro |                                       |
| 17h00 (UTC−03:00) | Kelly Jonker 9e 30e 42e · Carlien Dirkse van den Heuvel 46e | (2 - 0) |              | Arbitrage : Kelly Hudson Sarah Wilson      | Arbitrage : Kelly Hudson Sarah Wilson |
| 17h00 (UTC−03:00) | Rapport                                                     |         |              | Arbitrage : Kelly Hudson Sarah Wilson      | Arbitrage : Kelly Hudson Sarah Wilson |

| 8 août 2016       | Espagne | 0 - 2   | Chine                          | Centre olympique de hockey, Rio de Janeiro |                                           |
| 19h30 (UTC−03:00) |         | (0 - 2) | 8e Yudiao Zhao · 25e Yang Peng | Arbitrage : Amber Church Michelle Meister  | Arbitrage : Amber Church Michelle Meister |
| 19h30 (UTC−03:00) | Rapport |         |                                | Arbitrage : Amber Church Michelle Meister  | Arbitrage : Amber Church Michelle Meister |

| 10 août 2016      | Espagne              | 1 - 2   | Nouvelle-Zélande     | Centre olympique de hockey, Rio de Janeiro |                                          |
| 10h00 (UTC−03:00) | Carlota Petchamé 60e | (0 - 1) | 22e 51e Kelsey Smith | Arbitrage : Irene Presenqui Elena Eskina   | Arbitrage : Irene Presenqui Elena Eskina |
| 10h00 (UTC−03:00) | Rapport              |         |                      | Arbitrage : Irene Presenqui Elena Eskina   | Arbitrage : Irene Presenqui Elena Eskina |

| 10 août 2016      | Allemagne                              | 2 - 0   | Corée du Sud | Centre olympique de hockey, Rio de Janeiro |                                            |
| 12h30 (UTC−03:00) | Hannah Krüger 55e · Lisa Altenburg 59e | (0 - 0) |              | Arbitrage : Michelle Joubert Kylie Seymour | Arbitrage : Michelle Joubert Kylie Seymour |
| 12h30 (UTC−03:00) | Rapport                                |         |              | Arbitrage : Michelle Joubert Kylie Seymour | Arbitrage : Michelle Joubert Kylie Seymour |

| 10 août 2016      | Chine   | 0 - 1   | Pays-Bas           | Centre olympique de hockey, Rio de Janeiro     |                                                |
| 18h00 (UTC−03:00) |         | (0 - 0) | Kitty van Male 59e | Arbitrage : Kelly Hudson Carolina de la Fuente | Arbitrage : Kelly Hudson Carolina de la Fuente |
| 18h00 (UTC−03:00) | Rapport |         |                    | Arbitrage : Kelly Hudson Carolina de la Fuente | Arbitrage : Kelly Hudson Carolina de la Fuente |

| 11 août 2016      | Allemagne        | 1 - 2   | Espagne                                    | Centre olympique de hockey, Rio de Janeiro |                                       |
| 17h00 (UTC−03:00) | Lisa Schütze 21e | (1 - 2) | 9e Cristina Guinea · 11e Carola Salvatella | Arbitrage : Fanneke Alkemade Lin Miao      | Arbitrage : Fanneke Alkemade Lin Miao |

| 12 août 2016      | Corée du Sud | 0 - 0   | Chine | Centre olympique de hockey, Rio de Janeiro       |                                                  |
| 10h00 (UTC−03:00) |              | (0 - 0) |       | Arbitrage : Irene Presenqui Soledad Iparraguirre | Arbitrage : Irene Presenqui Soledad Iparraguirre |

| 12 août 2016      | Nouvelle-Zélande    | 1 - 1   | Pays-Bas           | Centre olympique de hockey, Rio de Janeiro         |                                                    |
| 11h00 (UTC−03:00) | Kayla Whitelock 59e | (0 - 1) | 28e Maartje Paumen | Arbitrage : Carolina de la Fuente Michelle Joubert | Arbitrage : Carolina de la Fuente Michelle Joubert |

| 13 août 2016      | Pays-Bas                             | 2 - 0   | Allemagne | Centre olympique de hockey, Rio de Janeiro      |                                                 |
| 12h30 (UTC−03:00) | Xan de Waard 5e · Kitty van Male 44e | (1 - 0) |           | Arbitrage : Soledad Iparraguirre Melissa Trivic | Arbitrage : Soledad Iparraguirre Melissa Trivic |

| 13 août 2016      | Corée du Sud                   | 2 - 3   | Espagne                                                 | Centre olympique de hockey, Rio de Janeiro    |                                               |
| 17h00 (UTC−03:00) | Eunbi Cheon 18e · Bomi Kim 55e | (1 - 0) | 40e Begona Garcia · 41e Lola Riera · 48e Gloria Comerma | Arbitrage : Michelle Meister Fanneke Alkemade | Arbitrage : Michelle Meister Fanneke Alkemade |

| 13 août 2016      | Chine | 0 - 3   | Nouvelle-Zélande                                       | Centre olympique de hockey, Rio de Janeiro |                                      |
| 20h30 (UTC−03:00) |       | (0 - 1) | 21e Olivia Merry · 41e Gemma Flynn · 42e Anita McLaren | Arbitrage : Amy Baxter Kylie Seymour       | Arbitrage : Amy Baxter Kylie Seymour |

### Groupe B

#### Classement
| Rang | Équipe          | Pts | J | G | N | P | Bp | Bc | Diff |
| ---- | --------------- | --- | - | - | - | - | -- | -- | ---- |
| 1    | Grande-Bretagne | 15  | 5 | 5 | 0 | 0 | 12 | 4  | +8   |
| 2    | États-Unis      | 12  | 5 | 4 | 0 | 1 | 14 | 5  | +9   |
| 3    | Australie       | 9   | 5 | 3 | 0 | 2 | 11 | 5  | +6   |
| 4    | Argentine       | 6   | 5 | 2 | 0 | 3 | 12 | 6  | +6   |
| 5    | Japon           | 1   | 5 | 0 | 1 | 4 | 3  | 16 | -13  |
| 6    | Inde            | 1   | 5 | 0 | 1 | 4 | 3  | 19 | -16  |

#### Matchs
| 6 août 2016       | Argentine          | 1 - 2   | États-Unis                                    | Centre olympique de hockey, Rio de Janeiro    |                                               |
| 17h00 (UTC−03:00) | Delfina Merino 56e | (0 - 0) | 35e Katherine Reinpreicht · 50e Rachel Dawson | Arbitrage : Michelle Joubert Michelle Meister | Arbitrage : Michelle Joubert Michelle Meister |

| 6 août 2016       | Grande-Bretagne                        | 2 - 1   | Australie           | Centre olympique de hockey, Rio de Janeiro   |                                              |
| 20h30 (UTC−03:00) | Lily Owsley 26e · Alexandra Danson 43e | (1 - 0) | 33e Georgina Morgan | Arbitrage : Laurine Delforge Irene Presenqui | Arbitrage : Laurine Delforge Irene Presenqui |

| 7 août 2016       | Japon                                 | 2 - 2   | Inde                              | Centre olympique de hockey, Rio de Janeiro |                                        |
| 11h00 (UTC−03:00) | Emi Nishikori 15e · Mie Nakashima 28e | (2 - 0) | 31e Rani Rampal · 40e Lilima Minz | Arbitrage : Kylie Seymour Kelly Hudson     | Arbitrage : Kylie Seymour Kelly Hudson |

| 8 août 2016       | Australie            | 1 - 2   | États-Unis                                    | Centre olympique de hockey, Rio de Janeiro     |                                                |
| 10h00 (UTC−03:00) | Kathryn Slattery 43e | (0 - 1) | 25e Michelle Vittese · 41e Caitlin Van Sickle | Arbitrage : Elena Eskina Carolina de la Fuente | Arbitrage : Elena Eskina Carolina de la Fuente |

| 8 août 2016       | Inde | 0 - 3   | Grande-Bretagne                                              | Centre olympique de hockey, Rio de Janeiro |                                    |
| 18h00 (UTC−03:00) |      | (0 - 2) | Giselle Ansley 25e · Nicola White 27e · Alexandra Danson 33e | Arbitrage : Chieko Soma Amy Baxter         | Arbitrage : Chieko Soma Amy Baxter |

| 8 août 2016       | Argentine                                                           | 4 - 0   | Japon | Centre olympique de hockey, Rio de Janeiro  |                                             |
| 20h30 (UTC−03:00) | Maria Barrionuevo 13e 18e · Carla Rebecchi 48e · María Granatto 50e | (2 - 0) |       | Arbitrage : Melissa Trivic Laurine Delforge | Arbitrage : Melissa Trivic Laurine Delforge |

| 10 août 2016      | Inde                  | 1 - 6   | Australie                                                                                               | Centre olympique de hockey, Rio de Janeiro    |                                               |
| 11h00 (UTC−03:00) | Anuradha THOKCHOM 60e | (0 - 2) | 5e Kathryn Slattery · 9e Georgina Morgan · 35e Jane Claxton · 36e Georgina Parker · 43e 46e Jodie Kenny | Arbitrage : Soledad Iparraguirre Sarah Wilson | Arbitrage : Soledad Iparraguirre Sarah Wilson |

| 10 août 2016      | Grande-Bretagne                                  | 3 - 2   | Argentine               | Centre olympique de hockey, Rio de Janeiro |                                       |
| 13h30 (UTC−03:00) | Helen Richardson-Walsh 23e 25e · Sophie Bray 38e | (2 - 0) | 41e 42e Florencia Habif | Arbitrage : Michelle Meister Lin Miao      | Arbitrage : Michelle Meister Lin Miao |

| 10 août 2016      | États-Unis                                                                                  | 6 - 1   | Japon             | Centre olympique de hockey, Rio de Janeiro |                                           |
| 17h00 (UTC−03:00) | Melissa Gonzalez 1e · Kathleen Bam 5e 53e 56e · Katherine Reinpreicht 29e · Jill Witmer 37e | (3 - 0) | 47e Mie Nakashima | Arbitrage : Amber Church Fanneke Alkemade  | Arbitrage : Amber Church Fanneke Alkemade |

| 11 août 2016      | Australie       | 1 - 0   | Argentine | Centre olympique de hockey, Rio de Janeiro |                                         |
| 18h00 (UTC−03:00) | Emily Smith 33e | (0 - 0) |           | Arbitrage : Laurine Delforge Amy Baxter    | Arbitrage : Laurine Delforge Amy Baxter |

| 11 août 2016      | États-Unis                                  | 3 - 0   | Inde | Centre olympique de hockey, Rio de Janeiro |                                        |
| 19h30 (UTC−03:00) | Kathleen Bam 14e 42e · Melissa Gonzalez 52e | (1 - 0) |      | Arbitrage : Melissa Trivic Chieko Soma     | Arbitrage : Melissa Trivic Chieko Soma |

| 11 août 2016      | Japon | 0 - 2   | Grande-Bretagne                   | Centre olympique de hockey, Rio de Janeiro |                                        |
| 20h30 (UTC−03:00) |       | (0 - 1) | 5e Lily Owsley · 55e Nicola White | Arbitrage : Kylie Seymour Elena Eskina     | Arbitrage : Kylie Seymour Elena Eskina |

| 13 août 2016      | Argentine                                                                                      | 5 - 0   | Inde | Centre olympique de hockey, Rio de Janeiro |                                      |
| 10h00 (UTC−03:00) | Martina Cavallero 16e 29e · Maria Granatto 23e · Carla Rebecchi 26e · Agustina Albertarrio 27e | (5 - 0) |      | Arbitrage : Chieko Soma Sarah Wilson       | Arbitrage : Chieko Soma Sarah Wilson |

| 13 août 2016      | Grande-Bretagne                        | 2 - 1   | États-Unis           | Centre olympique de hockey, Rio de Janeiro |                                          |
| 18h00 (UTC−03:00) | Sophie Bray 53e · Alexandra Danson 56e | (0 - 0) | 39e Michelle Vittese | Arbitrage : Amber Church Irene Presenqui   | Arbitrage : Amber Church Irene Presenqui |

| 13 août 2016      | Australie                             | 2 - 0   | Japon | Centre olympique de hockey, Rio de Janeiro |                                       |
| 19h30 (UTC−03:00) | Mariah Williams 17e · Emily Smith 55e | (1 - 0) |       | Arbitrage : Elena Eskina Kelly Hudson      | Arbitrage : Elena Eskina Kelly Hudson |

## Phase finale
|  | Quarts de finale            | Quarts de finale            |                             |                             | Demi-finales                | Demi-finales                |   |  | Finale                      | Finale                      |
|  | Quarts de finale            | Quarts de finale            |                             |                             | Demi-finales                | Demi-finales                |   |  | Finale                      | Finale                      |
|  |                             |                             |                             |                             |                             |                             |   |  |                             |                             |
|  | 15 août à 20h30 (UTC−03:00) | 15 août à 20h30 (UTC−03:00) |                             |                             | 17 août à 12h00 (UTC−03:00) | 17 août à 12h00 (UTC−03:00) |   |  | 19 août à 17h00 (UTC−03:00) | 19 août à 17h00 (UTC−03:00) |
|  | 15 août à 20h30 (UTC−03:00) | 15 août à 20h30 (UTC−03:00) |                             |                             | 17 août à 12h00 (UTC−03:00) | 17 août à 12h00 (UTC−03:00) |   |  | 19 août à 17h00 (UTC−03:00) | 19 août à 17h00 (UTC−03:00) |
|  | Pays-Bas                    | 3                           |                             |                             | 17 août à 12h00 (UTC−03:00) | 17 août à 12h00 (UTC−03:00) |   |  | 19 août à 17h00 (UTC−03:00) | 19 août à 17h00 (UTC−03:00) |
|  | Pays-Bas                    | 3                           |                             |                             | 17 août à 12h00 (UTC−03:00) | 17 août à 12h00 (UTC−03:00) |   |  | 19 août à 17h00 (UTC−03:00) | 19 août à 17h00 (UTC−03:00) |
|  | Argentine                   | 2                           |                             |                             | 17 août à 12h00 (UTC−03:00) | 17 août à 12h00 (UTC−03:00) |   |  | 19 août à 17h00 (UTC−03:00) | 19 août à 17h00 (UTC−03:00) |
|  | Argentine                   | 2                           | Pays-Bas (t.a.b.)           | 1 (4)                       |                             |                             |   |  | 19 août à 17h00 (UTC−03:00) | 19 août à 17h00 (UTC−03:00) |
|  | 15 août à 12h30 (UTC−03:00) |                             | Pays-Bas (t.a.b.)           | 1 (4)                       |                             |                             |   |  | 19 août à 17h00 (UTC−03:00) | 19 août à 17h00 (UTC−03:00) |
|  |                             | Allemagne                   | 1 (3)                       |                             |                             |                             |   |  | 19 août à 17h00 (UTC−03:00) | 19 août à 17h00 (UTC−03:00) |
|  | États-Unis                  | Allemagne                   | 1 (3)                       | 1                           |                             |                             |   |  | 19 août à 17h00 (UTC−03:00) | 19 août à 17h00 (UTC−03:00) |
|  | États-Unis                  |                             |                             | 1                           |                             |                             |   |  | 19 août à 17h00 (UTC−03:00) | 19 août à 17h00 (UTC−03:00) |
|  | Allemagne                   | 2                           |                             |                             |                             |                             |   |  | 19 août à 17h00 (UTC−03:00) | 19 août à 17h00 (UTC−03:00) |
|  | Allemagne                   | 2                           | Pays-Bas                    | 3 (0)                       |                             |                             |   |  |                             |                             |
|  | 15 août à 10h00 (UTC−03:00) |                             | Pays-Bas                    | 3 (0)                       |                             |                             |   |  |                             |                             |
|  |                             | Grande-Bretagne (t.a.b.)    | 3 (2)                       |                             |                             |                             |   |  |                             |                             |
|  | Nouvelle-Zélande            | Grande-Bretagne (t.a.b.)    | 3 (2)                       | 4                           |                             |                             |   |  |                             |                             |
|  | Nouvelle-Zélande            | 17 août à 17h00 (UTC−03:00) |                             | 4                           |                             |                             |   |  |                             |                             |
|  | Australie                   | 2                           |                             |                             |                             |                             |   |  |                             |                             |
|  | Australie                   | 2                           | Nouvelle-Zélande            | 0                           |                             |                             |   |  |                             |                             |
|  | 15 août à 18h00 (UTC−03:00) | 15 août à 18h00 (UTC−03:00) | Nouvelle-Zélande            | 0                           | Match pour la 3e place      | Match pour la 3e place      |   |  |                             |                             |
|  | 15 août à 18h00 (UTC−03:00) | 15 août à 18h00 (UTC−03:00) |                             | Grande-Bretagne             | Match pour la 3e place      | Match pour la 3e place      | 3 |  |                             |                             |
|  | Grande-Bretagne             | 3                           | 19 août à 12h00 (UTC−03:00) | 19 août à 12h00 (UTC−03:00) |                             |                             | 3 |  |                             |                             |
|  | Grande-Bretagne             | 3                           | 19 août à 12h00 (UTC−03:00) | 19 août à 12h00 (UTC−03:00) |                             |                             |   |  |                             |                             |
|  | Espagne                     | 1                           |                             | Allemagne                   | 2                           |                             |   |  |                             |                             |
|  | Espagne                     | 1                           |                             | Allemagne                   | 2                           |                             |   |  |                             |                             |
|  |                             |                             |                             |                             |                             |                             |   |  | Nouvelle-Zélande            | 1                           |
|  |                             |                             |                             |                             |                             |                             |   |  | Nouvelle-Zélande            | 1                           |

### Quarts de finale
| 15 août 2016      | Nouvelle-Zélande                                                         | 4 - 2   | Australie                | Centre olympique de hockey, Rio de Janeiro |                                          |
| 10h00 (UTC−03:00) | Anita McLaren 7e · Kelsey Smith 24e · Gemma Flynn 39e · Olivia Merry 43e | (2 - 0) | 33e 59e Kathryn Slattery | Arbitrage : Irene Presenqui Sarah Wilson   | Arbitrage : Irene Presenqui Sarah Wilson |

| 15 août 2016      | États-Unis            | 1 - 2   | Allemagne                            | Centre olympique de hockey, Rio de Janeiro |                                            |
| 12h30 (UTC−03:00) | Katelyn Falgowski 57e | (0 - 2) | 8e Marie Mävers · 14e Lisa Altenburg | Arbitrage : Carolina de la Fuente Lin Miao | Arbitrage : Carolina de la Fuente Lin Miao |

| 15 août 2016      | Grande-Bretagne                                                  | 3 - 1   | Espagne            | Centre olympique de hockey, Rio de Janeiro |                                         |
| 18h00 (UTC−03:00) | Georgina Twigg 8e · Helen Richardson-Walsh 13e · Lily Owsley 27e | (3 - 0) | 53e Georgina Oliva | Arbitrage : Kelly Hudson Melissa Trivic    | Arbitrage : Kelly Hudson Melissa Trivic |

| 15 août 2016      | Pays-Bas                                                   | 3 - 2   | Argentine                                | Centre olympique de hockey, Rio de Janeiro    |                                               |
| 20h30 (UTC−03:00) | Lidewij Welten 5e · Laurien Leurink 25e · Kelly Jonker 37e | (2 - 0) | 41e Florencia Habif · 53e Delfina Merino | Arbitrage : Michelle Joubert Laurine Delforge | Arbitrage : Michelle Joubert Laurine Delforge |

### Demi-finales
| 17 août 2016      | Pays-Bas | 1 - 1             | Allemagne | Centre olympique de hockey, Rio de Janeiro        |                                                   |
| 12h00 (UTC−03:00) | Maartje Paumen 16e                                                                                           | (1 - 1)           | 11e Lisa Schütze | Arbitrage : Laurine Delforge Soledad Iparraguirre | Arbitrage : Laurine Delforge Soledad Iparraguirre |
| 12h00 (UTC−03:00) | Rapport |                   | | Arbitrage : Laurine Delforge Soledad Iparraguirre | Arbitrage : Laurine Delforge Soledad Iparraguirre |
| 12h00 (UTC−03:00) | Willemijn Bos · Ellen Hoog · Marloes Keetels · Margot van Geffen · Kelly Jonker · Willemijn Bos · Ellen Hoog | Tirs au but 4 - 3 | Janne Müller-Wieland · Marie Mävers · Lisa Hahn · Jana Teschke · Franzisca Hauke · Janne Müller-Wieland · Marie Mävers | Arbitrage : Laurine Delforge Soledad Iparraguirre | Arbitrage : Laurine Delforge Soledad Iparraguirre |

| 17 août 2016      | Nouvelle-Zélande | 0 - 3   | Grande-Bretagne                                  | Centre olympique de hockey, Rio de Janeiro         |                                                    |
| 17h00 (UTC−03:00) |                  | (0 - 1) | 22e 52e Alex Danson · 48e Helen Richardson-Walsh | Arbitrage : Carolina de la Fuente Michelle Joubert | Arbitrage : Carolina de la Fuente Michelle Joubert |
| 17h00 (UTC−03:00) | Rapport          |         |                                                  | Arbitrage : Carolina de la Fuente Michelle Joubert | Arbitrage : Carolina de la Fuente Michelle Joubert |

### Match pour la médaille de bronze
| 19 août 2016      | Allemagne                                    | 2 - 1 | Nouvelle-Zélande | Centre olympique de hockey, Rio de Janeiro |                                          |
| 12h00 (UTC−03:00) | Charlotte Stapenhorst 34e · Lisa Schütze 38e | (0-0) | 45e Olivia Merry | Arbitrage : Irene Presenqui Sarah Wilson   | Arbitrage : Irene Presenqui Sarah Wilson |
| 12h00 (UTC−03:00) | Rapport                                      |       |                  | Arbitrage : Irene Presenqui Sarah Wilson   | Arbitrage : Irene Presenqui Sarah Wilson |

### Finale
| 19 août 2016      | Pays-Bas                                                         | 3 - 3             | Grande-Bretagne                                                                              | Centre olympique de hockey, Rio de Janeiro    |                                               |
| 17h00 (UTC−03:00) | Kitty van Male 16e · Maartje Paumen 25e · Laurien Leurink 37e    | (2 - 2)           | 10e Lily Owsley · 26e Crista Cullen · 52e Nicola White                                       | Arbitrage : Laurine Delforge Michelle Joubert | Arbitrage : Laurine Delforge Michelle Joubert |
| 17h00 (UTC−03:00) | Rapport                                                          |                   |                                                                                              | Arbitrage : Laurine Delforge Michelle Joubert | Arbitrage : Laurine Delforge Michelle Joubert |
| 17h00 (UTC−03:00) | Willemijn Bos · Ellen Hoog · Laurien Leurink · Margot van Geffen | Tirs au but 0 - 2 | Helen Richardson-Walsh · Alex Danson · Helen Richardson-Walsh · Laura Unsworth · Hollie Webb | Arbitrage : Laurine Delforge Michelle Joubert | Arbitrage : Laurine Delforge Michelle Joubert |

## Statistiques et récompenses

### Classement final
| Place              | Pays             |
| ------------------ | ---------------- |
| Médaille d'or      | Grande-Bretagne  |
| Médaille d'argent  | Pays-Bas         |
| Médaille de bronze | Allemagne        |
| 4                  | Nouvelle-Zélande |
| 5                  | États-Unis       |
| 6                  | Australie        |
| 7                  | Argentine        |
| 8                  | Espagne          |
| 9                  | Chine            |
| 10                 | Japon            |
| 11                 | Corée du Sud     |
| 12                 | Inde             |

## Couverture médiatique et affluence

### Couverture médiatique
La charte olympique stipule que « Le CIO prend toutes les mesures nécessaires afin d'assurer aux Jeux olympiques la couverture la plus complète par les différents moyens de communication et d'information ainsi que l'audience la plus large possible dans le monde ». De plus la retransmission des Jeux olympiques est le moteur principal du financement du Mouvement olympique et des Jeux olympiques, de la croissance de sa popularité mondiale, ainsi que de la représentation mondiale et de la promotion des Jeux olympiques et des valeurs olympiques.